# Saigusaia praegnans
Saigusaia praegnans är en tvåvingeart som beskrevs av Wu och Niu 2008. Saigusaia praegnans ingår i släktet Saigusaia och familjen svampmyggor. Inga underarter finns listade i Catalogue of Life.